# Armoiries du Timor oriental
Les armoiries du Timor oriental furent approuvées le 18 janvier 2007 et sont réglementées par la loi 02/2007. Cet emblème, sous forme de sceau, possède un cercle sur un fond blanc. Dans le bord délimité par deux cercles concentriques rouges, figure la dénomination officielle du pays en portugais : « REPÚBLICA DEMOCRÁTICA DE TIMOR-LESTE » (République démocratique du Timor-Oriental) et, dans la partie inférieure, les initiales de cette dénomination (RDTL).

## Description
L'écu renversé, de forme pyramidale avec trois pointes à la base, un champ de sable et une bordure de gueules elle-même bordée intérieurement d'or, représente le mont Ramelau.
À l'intérieur de l'écu, près de la pointe supérieure (donc en chef), figure une étoile à cinq branches d'argent dont émanent cinq rayons. Sous ces rayons, un livre ouvert de gueules bordé d'or brochant sur une roue d'engrenage d'or.
À senestre, un épi et deux feuilles de riz (hare fulin) et à dextre, un épi et deux feuilles de maïs (batar fulin) d'or.
Sous l'engrenage, un fusil d'assaut d'acier Kalashnikov AK-47 brochant sur une flèche (rama inan) et un arc couché et versé d'or.
Sous l'écu, sur un listel d'argent bordé de gueules, la devise : « UNIDADE - ACÇÃO - PROGRESSO » (Unité, Action, Progrès) en lettre aussi de gueules.

## Symbolique
- Les angles et la pointe du mont Ramelau symbolisent le principe de séparation des pouvoirs, l'indépendance et la souveraineté du pays.
- L'étoile et le rayon représentent les valeurs qui ont guidé le peuple timorais jusqu'à la paix.
- L'engrenage, les végétaux et le livre symbolisent la connaissance et la capacité du peuple timorais à progresser.
- Les armes représentent les luttes et la résistance de la population timoraise pour l'indépendance.

## Précédentes armoiries

1935-1975 (colonisation portugaise)
2002-2007 (indépendance)